# Cochlefelis burmanica
Cochlefelis burmanica är en fiskart som först beskrevs av Day, 1870.  Cochlefelis burmanica ingår i släktet Cochlefelis och familjen Ariidae. IUCN kategoriserar arten globalt som livskraftig. Inga underarter finns listade i Catalogue of Life.